# Nomzamo
Nomzamo — четвертий студійний альбом англійської групи IQ, який був випущений у 1987 році.

## Композиції
1. No Love Lost — 5:57
2. Promises (As The Years Go By) — 4:29
3. Nomzamo — 6:58
4. Still Life — 5:55
5. Passing Strangers — 3:47
6. Human Nature — 9:37
7. Screaming — 4:05
8. Common Ground — 6:56
9. Colourflow — 5:26
10. No Love Lost — 4:12
11. Common Ground — 6:34

## Учасники запису
- Пол Менел — вокал
- Майкл Голмс — гітара
- Мартін Орфорд — клавішні
- Тім Есау — бас-гітара
- Пол Кук — ударні